# Cheng Zilong
Det här är en artikel om en person med kinesiskt personnamn; Cheng är familjenamnet.
Cheng Zilong (kinesiska: 程子龙), född 27 mars 2006, är en kinesisk simhoppare.

## Karriär
Vid VM 2025 i Singapore tog Cheng guld i parhopp från 10-metersplattformen tillsammans med Zhu Zifeng, guld i lagtävlingen tillsammans med Chen Yiwen, Cao Yuan och Chen Yuxi samt brons i mixat parhopp från tremeterssvikten tillsammans med Li Yajie.